# Phoradendron
Genre
Classification APG III (2009)
Synonymes
Selon GBIF (04 février 2022) :
- Allobium Miers
- Baratostachys (Korth.) Kuntze
- Castrea A.St.-Hil.
- Spiciviscum Engelm.
- Spiciviscum Engelm. ex A.Gray

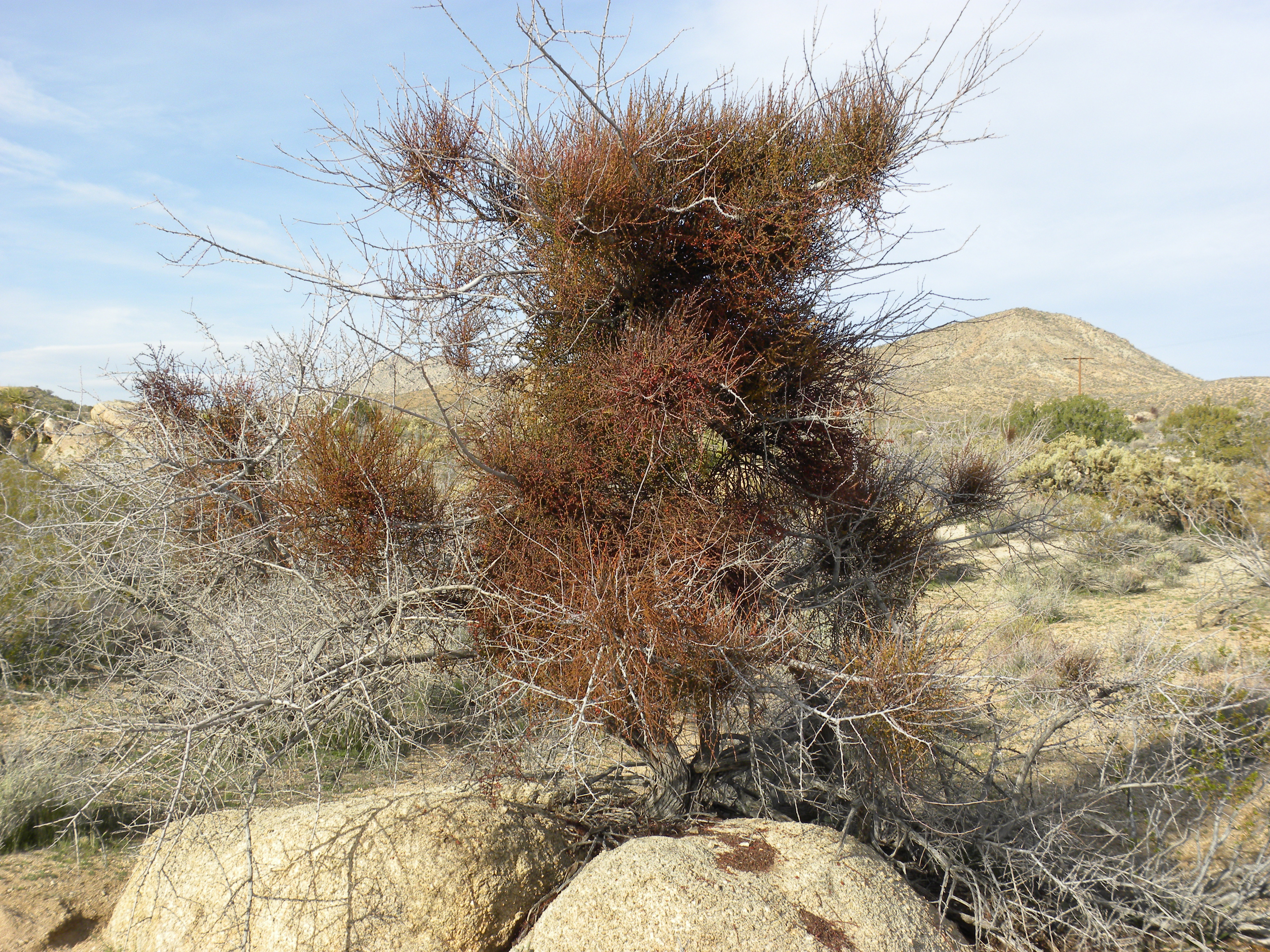
Phoradendron californicum

Le genre Phoradendron regroupe des espèces de gui originaires des régions tempérées chaudes et tropicales d'Amérique. Traditionnellement, le genre était placé dans sa propre famille, les Viscaceae, mais des recherches génétiques récentes réalisées par l'Angiosperm Phylogeny Group montrent que cette famille doit être placée dans la famille des bois de santal, les Santalaceae. L'espèce type est Phoradendron californicum Nutt.
Ce sont des arbustes hémiparasites semi-ligneux avec des branches de 10 à 80 cm de longueur, qui poussent sur d'autres arbres. Le feuillage est à ramification dichotomique, avec des feuilles opposées, assez grandes, de 2 à 5 centimètres de longueur, vertes et capables de photosynthèse chez certaines espèces (par exemple, P. leucarpum), mais minime chez d'autres (par exemple P . californicum). La plante puise ses ressources minérales son eau et certains de ses composés énergétiques de l'arbre hôte. Les différentes espèces de Phoradendron ont tendance à utiliser différentes espèces hôtes, même si la plupart des espèces sont capables d'utiliser plusieurs hôtes différents.
Les fleurs sont très discrètes, jaune verdâtre, de 1 à 3 millimètres de diamètre. Le fruit est une baie, blanche, jaune, orange ou rouge à maturité, contenant plusieurs graines incorporées dans un jus très collant, les graines sont dispersées lorsque les oiseaux (notamment les Jaseurs d'Amérique et les Phénopèples luisants) en mangeant les fruits, retirent les graines du jus et s'essuient le bec sur les branches où les graines peuvent germer.
Le feuillage et les fruits de certaines espèces sont toxiques.

## Liste d'espèces
Selon GBIF (04 février 2022) :

Selon World Flora Online (WFO) (04 février 2022) :

Selon NCBI (10 Aug 2010) :
- Phoradendron bolleanum
- Phoradendron brachystachyum
- Phoradendron brevifolium
- Phoradendron californicum
- Phoradendron capitellatum
- Phoradendron carneum
- Phoradendron crassifolium
- Phoradendron forestierae
- Phoradendron galeottii
- Phoradendron heydeanum
- Phoradendron juniperinum
- Phoradendron liga
- Phoradendron longifolium
- Phoradendron minutifolium
- Phoradendron nervosum
- Phoradendron piperoides
- Phoradendron reichenbachianum
- Phoradendron rhipsalinum
- Phoradendron robinsonii
- Phoradendron robustissimum
- Phoradendron scaberrimum
- Phoradendron serotinum (syn. P. flavescens, P. leucarpum)
- Phoradendron sulfuratum
- Phoradendron tamaulipense
- Phoradendron tomentosum
- Phoradendron cf. tonduzii
- Phoradendron trinervium
- Phoradendron velutinum
- Phoradendron vernicosum
- Phoradendron villosum

Selon ITIS (10 Aug 2010) :
- Phoradendron anceps (Spreng.) G. Maza
- Phoradendron barahonae Urban & Trel.
- Phoradendron bolleanum (Seem.) Eichl.
- Phoradendron californicum Nutt.
- Phoradendron capitellatum Torr. ex Trel.
- Phoradendron coryae Trel.
- Phoradendron densum Torr. ex Trel.
- Phoradendron dichotomum (Bertero) Krug & Urban
- Phoradendron hawksworthii (Wiens) Wiens
- Phoradendron hexastichum (DC.) Griseb.
- Phoradendron juniperinum Engelm. ex Gray
- Phoradendron leucarpum (Raf.) Reveal & M.C. Johnston
- Phoradendron libocedri (Engelm.) T.J. Howell
- Phoradendron macrophyllum (Engelm.) Cockerell
- Phoradendron mucronatum (DC.) Krug & Urban
- Phoradendron pauciflorum Torr.
- Phoradendron piperoides (Kunth) Trel.
- Phoradendron quadrangulare (Kunth) Griseb.
- Phoradendron racemosa (Aubl.) Krug & Urban
- Phoradendron racemosum (Aubl.) Krug & Urban
- Phoradendron rubrum (L.) Griseb.
- Phoradendron tetrapterum Krug & Urban
- Phoradendron tomentosum (DC.) Engelm. ex Gray
- Phoradendron trinervium (Lam.) Griseb.
- Phoradendron villosum (Nutt.) Nutt.

## Galerie

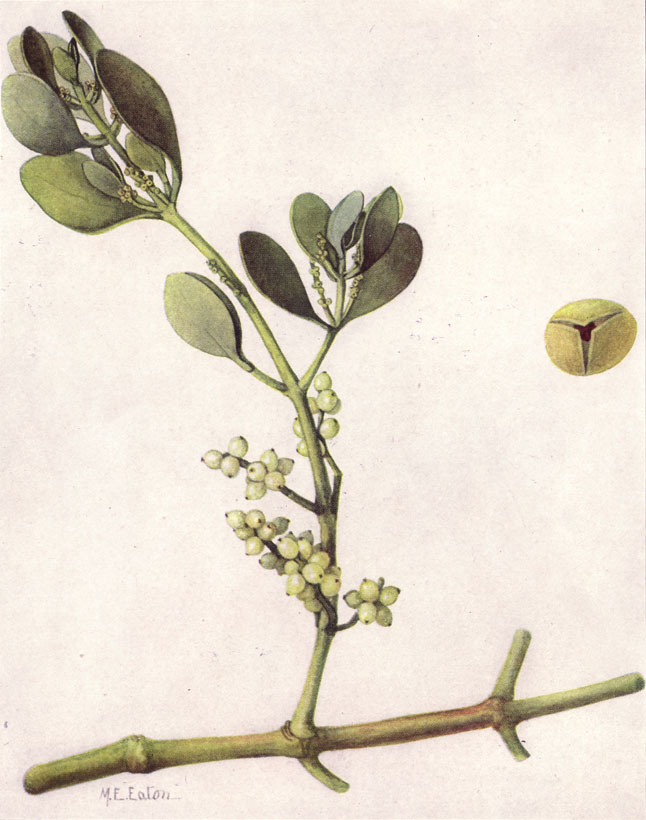
Phoradendron leucarpum
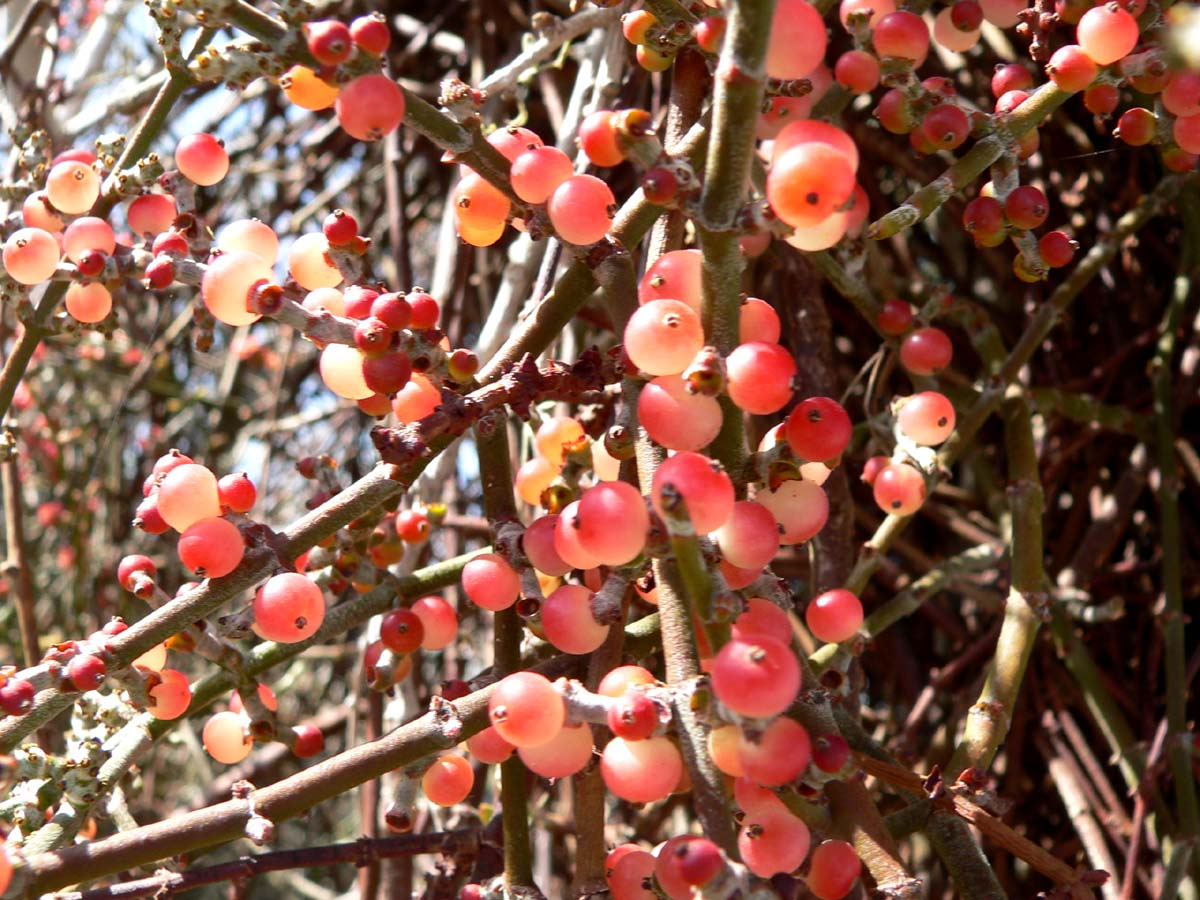
Baies de Phoradendron californicum
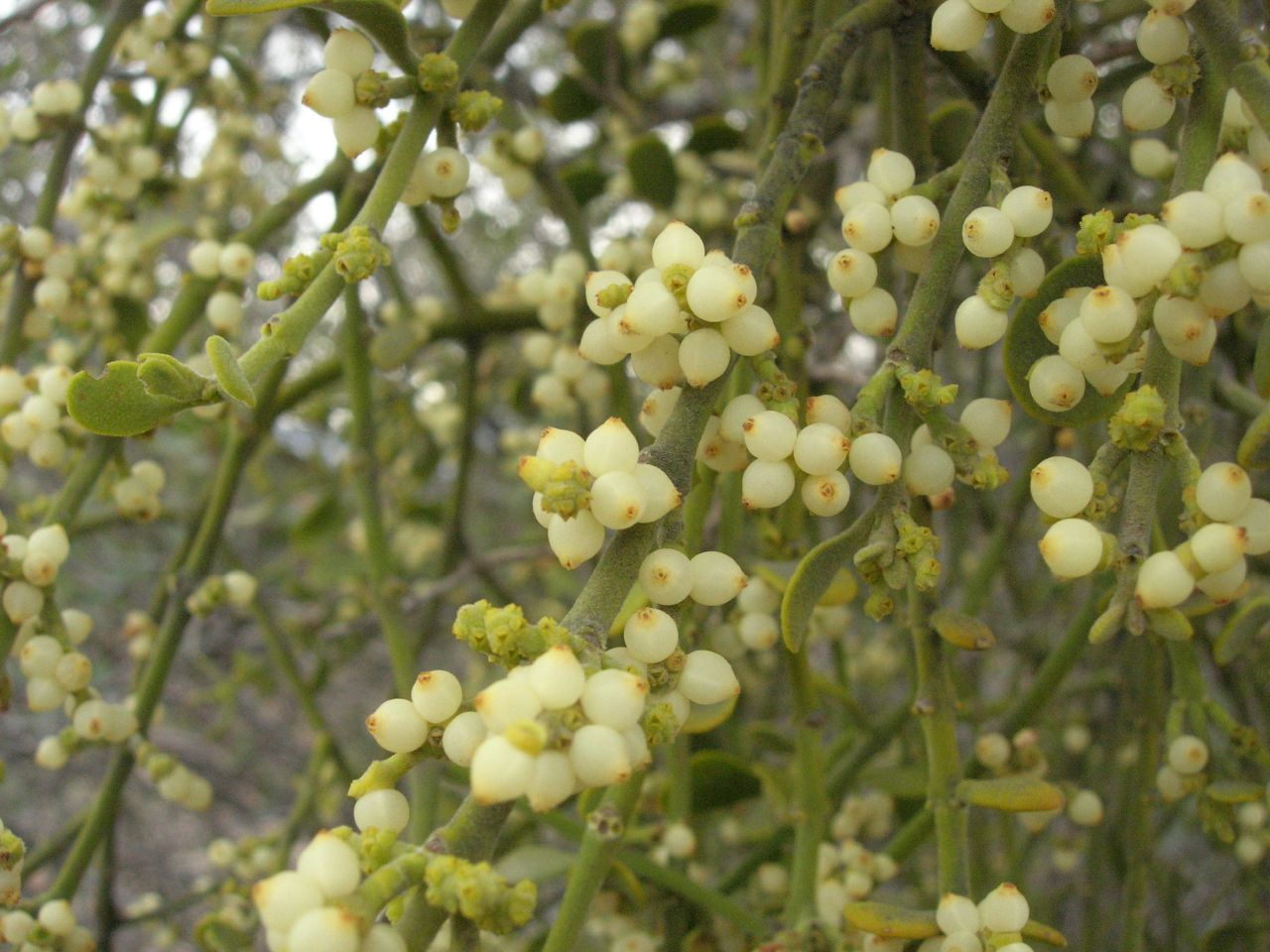
Baies de Phoradendron villosum